# Radnice v Jeseníku
Radnice v Jeseníku je historickou budovou, která slouží v současnosti jako městský úřad města Jeseník. Dochované jádro stavby vzniklo roku 1610, celková podoba budovy pochází z roku 1710.

## Historie
Radnice byla postavena v renesančním slohu roku 1610 a následně prošla několikerými přestavbami. Vždy byla sídlem městské reprezentace – koncilu, rady a rychtáře. Několik desetiletí po vzniku byla poprvé stižena požárem. V době čarodějnických procesů byla také místem inkvizičních jednání. Budova dnes slouží zejména k reprezentačním účelům.

## Popis
Jednopatrová budova na půdorysu obdélníku blízkého čtverci (18,8 x 23,5 m) má jádro původně postavené ve stylu slezské renesance a členěné jako u většiny budov do tří traktů se středním mázhausem. Kratší průčelí je prolomeno pěti okenními osami rámovanými v horním poschodí lisénovým panelováním, v přízemí artikulované mělkou jen horizontální „bosáží“, delší fasády pak prolomeny osami šesti. Okna jsou v pravidelném rytmu na všech stranách budovy. Jediným nápadným prvkem je jednoduchý, manýristický portikus s prolomeným trojúhelným frontonem.
Budova je kryta valbovou střechou, která je pro kvazičtvercový půdorys blízká střeše stanové, přičemž ze střední části vychází osmiboká v dříku rovněž manýristická věž, aktuálně kryta barokní třístupňovou cibulovou helmicí. Střecha je aktuálně kryta místně obvyklou břidlicí a je jemně prolomena drobnými, větracími obloukovými vikýřky. Okna v přízemí byla v 18. a 19. století slepá (zazděna), jen s malými ventilačními průduchy. Jediné okno bylo po pravé straně vchodu (fortna).